# Sergej Jakirović
Sergej Jakirović (* 23. Dezember 1976 in Mostar) ist ein ehemaliger bosnisch-herzegowinischer Fußballspieler und auf der Position eines Mittelfeldspielers und heutiger Trainer. 

## Karriere
Jakirović begann seine Karriere bei NK Neretva Metković in Kroatien, über RNK Split kam er 1998 in die Slowakei zu Spartak Trnava. Nach nur einer Halbsaison ging er zurück nach Kroatien und spielte drei Saisonen bei Istra Pula. Nach weiteren zwei Saisonen bei NK Korotan war er vor seinem Wechsel nach Österreich noch bei Kamen Ingrad Velika und dem NK Zagreb aktiv. International spielte er in dieser Zeit sechsmal für die Bosnisch-herzegowinische Fußballnationalmannschaft.
2007 wechselte er zum ASKÖ Pasching, von wo er nach Umbenennung in SK Austria Kärnten von den Neo-Klagenfurtern zu NK Rijeka verliehen wurde. Anfang der Saison 2008/09 kehrte er nach Österreich zurück und spielt nun beim SK Austria Kärnten. 
Im Januar 2009 wechselte er leihweise in die Regionalliga Mitte (dritthöchste österreichische Spielklasse) zum SV Spittal/Drau, wo er nach nur sieben Spielen zu Austria Kärnten zurückkehrte und dort nun in der zweiten Mannschaft aktiv ist. Anfang 2010 kehrte er nach Kroatien zurück und spielte bis zu seinem Karriereende im Jahr 2014 in der zweiten und dritten kroatischen Liga.